# Вуллонгонг
Ву́ллонгонг (англ. Wollongong) — місто на узбережжі Тасманового моря в штаті Новий Південний Уельс,
Австралії.
У місті проживає 263 535 чоловік (2006). Третє за населенням місто штату після Сіднея і Ньюкасла і 9-те в країні.

## Історія
На місці сучасного міста здавна жили австралійські аборигени, сама назва Вуллонгонг походить із їхньої мови. Перший зафіксований візит європейців стався в 1796 році, серед них були Метью Фліндерс і Джордж Басс. На початку XIX століття були засновані перші поселення колонізаторів. З середини XIX століття основним заняттям мешканців був видобуток кам'яного вугілля.
Пізніше Вуллонгонг став центром чорної металургії, також у місті розвинуте машинобудування, текстильна, хімічна та швейна промисловість. У передмісті розташований Порт-Кембл — одна з найбільших в країні портова та індустріальна зона.

## Географія та клімат
Вуллонгонг розташований приблизно за 80 км на південний захід від столиці штату Сіднея, біля підніжжя гір Кембла і Кейра. Біля міста розташоване озеро-лагуна Іллаварра.
Клімат в місті м'який, вологий, океанічний. Середня температура зими +12- +13 ° С, літа — +21- +22 ° С. Опадів (у вигляді дощу) випадає 1300—1400 мм на рік. Днів на місяць з дощем — від 7-10 взимку до 13-15 влітку. Спека влітку пом'якшується постійним бризом.
| Середній максимум, °C | 25,6        | 25,6  | 24,5 | 22,5  | 20,0  | 17,5  | 16,9 | 18,2 | 20,2 | 22,0  | 22,8  | 25,0 | 21,7   | | | | | | | | | | | | | | |
| Середній мінімум, °C  | 17,9        | 18,3  | 16,8 | 14,2  | 11,9  | 9,5   | 8,5  | 8,8  | 10,6 | 12,7  | 14,3  | 16,6 | 13,3   | | | | | | | | | | | | | | |
| Норма опадів, мм      | 141,5 114,6 | 156,4 | 176  | 129,4 | 110,8 | 114,6 | 62   | 92,3 | 67,8 | 104,3 | 116,6 | 95,2 | 1366,9 | Джерело: worldweather.org [Архівовано 1 вересня 2011 у Wayback Machine.], Погода та Клімат [Архівовано 9 липня 2011 у Wayback Machine.], Туристичний портал [Архівовано 6 жовтня 2011 у Wayback Machine.] | Джерело: worldweather.org [Архівовано 1 вересня 2011 у Wayback Machine.], Погода та Клімат [Архівовано 9 липня 2011 у Wayback Machine.], Туристичний портал [Архівовано 6 жовтня 2011 у Wayback Machine.] | Джерело: worldweather.org [Архівовано 1 вересня 2011 у Wayback Machine.], Погода та Клімат [Архівовано 9 липня 2011 у Wayback Machine.], Туристичний портал [Архівовано 6 жовтня 2011 у Wayback Machine.] | Джерело: worldweather.org [Архівовано 1 вересня 2011 у Wayback Machine.], Погода та Клімат [Архівовано 9 липня 2011 у Wayback Machine.], Туристичний портал [Архівовано 6 жовтня 2011 у Wayback Machine.] | Джерело: worldweather.org [Архівовано 1 вересня 2011 у Wayback Machine.], Погода та Клімат [Архівовано 9 липня 2011 у Wayback Machine.], Туристичний портал [Архівовано 6 жовтня 2011 у Wayback Machine.] | Джерело: worldweather.org [Архівовано 1 вересня 2011 у Wayback Machine.], Погода та Клімат [Архівовано 9 липня 2011 у Wayback Machine.], Туристичний портал [Архівовано 6 жовтня 2011 у Wayback Machine.] | Джерело: worldweather.org [Архівовано 1 вересня 2011 у Wayback Machine.], Погода та Клімат [Архівовано 9 липня 2011 у Wayback Machine.], Туристичний портал [Архівовано 6 жовтня 2011 у Wayback Machine.] | Джерело: worldweather.org [Архівовано 1 вересня 2011 у Wayback Machine.], Погода та Клімат [Архівовано 9 липня 2011 у Wayback Machine.], Туристичний портал [Архівовано 6 жовтня 2011 у Wayback Machine.] | Джерело: worldweather.org [Архівовано 1 вересня 2011 у Wayback Machine.], Погода та Клімат [Архівовано 9 липня 2011 у Wayback Machine.], Туристичний портал [Архівовано 6 жовтня 2011 у Wayback Machine.] | Джерело: worldweather.org [Архівовано 1 вересня 2011 у Wayback Machine.], Погода та Клімат [Архівовано 9 липня 2011 у Wayback Machine.], Туристичний портал [Архівовано 6 жовтня 2011 у Wayback Machine.] | Джерело: worldweather.org [Архівовано 1 вересня 2011 у Wayback Machine.], Погода та Клімат [Архівовано 9 липня 2011 у Wayback Machine.], Туристичний портал [Архівовано 6 жовтня 2011 у Wayback Machine.] | Джерело: worldweather.org [Архівовано 1 вересня 2011 у Wayback Machine.], Погода та Клімат [Архівовано 9 липня 2011 у Wayback Machine.], Туристичний портал [Архівовано 6 жовтня 2011 у Wayback Machine.] | Джерело: worldweather.org [Архівовано 1 вересня 2011 у Wayback Machine.], Погода та Клімат [Архівовано 9 липня 2011 у Wayback Machine.], Туристичний портал [Архівовано 6 жовтня 2011 у Wayback Machine.] | Джерело: worldweather.org [Архівовано 1 вересня 2011 у Wayback Machine.], Погода та Клімат [Архівовано 9 липня 2011 у Wayback Machine.], Туристичний портал [Архівовано 6 жовтня 2011 у Wayback Machine.] |

## Населення
| Рік  | Населення |
| ---- | --------- |
| 1911 | 4660      |
| 1921 | 6708      |
| 1933 | 11403     |
| 1947 | 18116     |
| 1954 | 90829     |
| 1961 | 128360    |
| 1966 | 162153    |
| 1971 | 199,048   |
| 1976 | 211068    |
| 1981 | 222539    |
| 1986 | 225178    |
| 1991 | 239604    |
| 1996 | 249100    |
| 2001 | 260655    |
| 2006 | 265898    |
| 2011 | 281700    |
| 2016 | 294784    |

За даними Австралійського бюро статистики.

## Міста-побратими
- КНР: Лун'янь, Фуцзянь
- Північна Македонія: Охрид
- Японія: Кавасакі

## Відомі люди
- Богацький Павло Олександрович — український письменник, журналіст, літературознавець, літературно-театральний критик, бібліограф, редактор, політичний і військовий діяч, дійсний член Наукового товариства імені Шевченка.